# Episodi di Empire (terza stagione)
La terza stagione della serie televisiva Empire è stata trasmessa negli Stati Uniti per la prima volta dall'emittente Fox dal 21 settembre 2016 al 24 maggio 2017.
In Italia, la stagione è andata in onda in prima visione satellitare su Fox Life, canale a pagamento della piattaforma Sky, dal 1º novembre 2016 al 7 luglio 2017.
| nº | Titolo originale          | Titolo italiano           | Prima TV USA      | Prima TV Italia  |
| -- | ------------------------- | ------------------------- | ----------------- | ---------------- |
| 1  | Light in Darkness         | Luce nell'oscurità        | 21 settembre 2016 | 1º novembre 2016 |
| 2  | Sin That Amends           | Il progetto Woke          | 28 settembre 2016 | 8 novembre 2016  |
| 3  | What Remains Is Bestial   | La belva                  | 5 ottobre 2016    | 15 novembre 2016 |
| 4  | Cupid Kills               | Due mondi                 | 12 ottobre 2016   | 22 novembre 2016 |
| 5  | One Before Another        | Faccia a faccia           | 9 novembre 2016   | 29 novembre 2016 |
| 6  | Chimes at Midnight        | Il livello successivo     | 16 novembre 2016  | 6 dicembre 2016  |
| 7  | What We May Be            | Ciò che potremmo essere   | 30 novembre 2016  | 13 dicembre 2016 |
| 8  | Unkindest Cut             | Il colpo più crudele      | 7 dicembre 2016   | 20 dicembre 2016 |
| 9  | A Furnace for Your Foe    | Una questione personale   | 14 dicembre 2016  | 27 dicembre 2016 |
| 10 | Sound and Fury            | Necessità e bisogni       | 22 marzo 2017     | 26 maggio 2017   |
| 11 | Play On                   | Continua a suonare        | 29 marzo 2017     | 26 maggio 2017   |
| 12 | Strange Bedfellows        | Il peso del pregiudizio   | 5 aprile 2017     | 2 giugno 2017    |
| 13 | My Naked Villainy         | Questo folle, pazzo amore | 12 aprile 2017    | 2 giugno 2017    |
| 14 | Love Is a Smoke           | Un passo alla volta       | 26 aprile 2017    | 9 giugno 2017    |
| 15 | Civil Hands Unclean       | La resa dei conti         | 3 maggio 2017     | 16 giugno 2017   |
| 16 | Absent Child              | Momenti straordinari      | 10 maggio 2017    | 23 giugno 2017   |
| 17 | Toil and Trouble (Part 1) | Lista nera                | 17 maggio 2017    | 30 giugno 2017   |
| 18 | Toil and Trouble (Part 2) | A qualunque costo         | 24 maggio 2017    | 7 luglio 2017    |

## Luce nell'oscurità
- Titolo originale: Light in Darkness
- Diretto da: Sanaa Hamri
- Scritto da: Malcolm Spellman e Joshua Allen

### Trama
La lotta sul tetto tra Anika e Rhonda finisce in tragedia: Rhonda infatti cade e si schianta sull'auto di Lucious, morendo sul colpo. 
Anika, sconvolta dall'accaduto e inizialmente aggredita da Andre, entra in travaglio così quest'ultimo deve aiutarla e la porta in ospedale. Hakeem, dopo esser stato abbandonato all'altare da Laura, lascia furioso il ricevimento e, ubriaco, si reca in cerca di consolazione da Tiana, non rispondendo alle chiamate dei familiari riuniti in ospedale. Anika dà alla luce una bambina di nome Bella rivelando a Lucious di aver mentito sul sesso del nascituro.
Lucious, nonostante sia braccato dal fratellastro e agente federale Tariq, riporta in vita il servizio di streaming musicale dell'Empire e ne celebra l'impresa tramite un glorioso evento al quale Jamal avrebbe dovuto fungere da performer, ma, sentendosi male a causa dei ripensamenti sulla sparatoria che lo ha coinvolto, abbandona il palco e lo show viene salvato dal tempestivo intervento della talentuosa Nessa, nipote di Shyne. Ció fa sì che Lucious debba includere sempre più Shyne, che considera come una palla al piede, all'interno della società essendo divenuta ormai Nessa il volto della società.
Al contempo, Andre, che sta passando un difficilissimo momento per via della sua perdita, viene ospitato a casa di Jamal e inizia ad avere allucinazioni sulla defunta moglie, provocando la preoccupazione del fratello minore che lo becca urlare e piangere. Durante la cena in suo onore a casa Lyon, Tariq riesce ad installare delle videocamere nella camera da letto di Bella cosicché possa ascoltare i dialoghi privati di Lucious rivolti alla nipote.
- Guest star: Leslie Uggams (Leah Walker), Tasha Smith (Carol Holloway), Vivica A. Fox (Candace Holloway), Sierra A. McClain (Nessa), Ajiona Alexus (flashback di Cookie Lyon), Jeremy Carver (flashback di Lucious Lyon)
- Ascolti USA: telespettatori 10 870 000[3]

## Il progetto Woke
- Titolo originale: Sin That Amends
- Diretto da: Craig Brewer
- Scritto da: Cherien Dabis e Carlito Rodriguez

### Trama
Durante un'intervista, Jamal viene invitato dal consigliere Angelo Dubois a partecipare ad un summit contro la violenza organizzato da Woke, il progetto che l'uomo sostiene al fine di combattere il razzismo tramite l'istruzione. Quando Lucious viene a sapere delle volontà del figlio, offre la sua disponibilità ad ospitare il summit all'interno dell'Empire e durante esso invita Jamal ad esibirsi, ma ancora una volta quest'ultimo non ci riesce per via della sua fragilità emotiva.
Intanto Lucious tenta in diversi modi di farsi perdonare da Cookie, offrendole costosi regali e cercando di persuaderla facendole ricordare i primi tempi in cui i due si conobbero iniziando sin da subito a provare dei sentimenti l'un l'altro; la sua strategia non si rivela però efficace e inizia a vedere Angelo come una minaccia per il suo obiettivo quando comprende che Cookie stia iniziando a flirtare con lui.
Andre, sempre più afflitto a causa delle ripetute allucinazioni circa Rhonda, riceve dapprima l'appoggio di Jamal che si prende l'incarico di organizzare la disposizioni con cui il ragazzo debba assumere i farmaci contro il suo disturbo bipolare; soccorre poi anche Cookie, la quale gli ricorda quanto egli sia stato in gamba nel costruirsi una propria strada e lo esorta a non smettere di lottare contro i suoi demoni. Dunque, si ripromette, durante un dialogo con i suoi fratelli, di cercare di dimenticare Rhonda. A tal proposito, la mattina seguente, si reca nella sua vecchia casa per prendere le sue cose; in quel frangente, viene raggiunto da due poliziotti i quali, spacciandolo per un ladro, lo arrestano.
- Special guest star: Kaitlin Doubleday (Rhonda Lyon)
- Guest star: Taye Diggs (Angelo Dubois), Leslie Uggams (Leah Walker), Sierra A. McClain (Nessa), Ezri Walker (Zoah), Mo McRae (J Poppa), Ajiona Alexus (flashback di Cookie Lyon), Jeremy Carver (flashback di Lucious Lyon)
- Ascolti USA: telespettatori 9 650 000[4]

## La belva
- Titolo originale: What Remains Is Bestial
- Diretto da: Millicent Shelton
- Scritto da: Diane Ademu-John e Eric Haywood

### Trama
- Special guest star: Kaitlin Doubleday (Rhonda Lyon)
- Guest star: Mariah Carey (Kitty), Taye Diggs (Angelo Dubois), Leslie Uggams (Leah Walker), Sierra A. McClain (Nessa), Romeo Miller (Gram), Ezri Walker (Zeah), Juan Antonio (Philip)
- Ascolti USA: telespettatori 9 250 000[5]

## Due mondi
- Titolo originale: Cupid Kills
- Diretto da: Hanelle Culpepper
- Scritto da: Matt Pyken e Attica Locke

### Trama
Lucious inizia a vedere Angelo come una minaccia, quando quest'ultimo invita Cookie ad un appuntamento. Tuttavia, in esso, emergono le pronunciate differenze fra i due tanto che Cookie si ritrova in una situazione di sofferenza e disagio all'interno della società aristocratica di cui Angelo fa parte; così quest'ultimo dovrà avvicinarsi al mondo di cui Cookie fa parte, cioè quello musicale. Successivamente, la donna, ispirata dall'opera lirica della bohème, fa comprendere a Tiana di poter sfruttare al meglio la situazione di contesa tra Hakeem e Gram, facendole realizzare un brano che possa utilizzare per diffondere la sua versione dei fatti ai mass-media.
Nel frattempo, Jamal torna a fare visita a Freda e, quando vede che è stata brutalmente picchiata in carcere, comprende di dover far qualcosa per permetterle di essere scarcerata. A questo proposito, riceve l'aiuto di Angelo il quale affianca al caso di Freda un brillante avvocato newyorkese presupponendo che Freda potesse avere una temporanea infermità mentale mentre ha sparato a Jamal. Quest'ultimo viene poi a scoprire da suo padre che Freda ha sfruttato la sua ingenuità per poter uscire di prigione.
Lucious ed Andre si ritrovano in competizione con altre case discografiche per chi debba far firmare un contratto alla promettente Nessa. Dopo un tentativo fallito da parte di Hakeem, Andre riesce a far comprendere alla ragazza quanto lo zio stia cercando di sfruttare il suo potenziale e, quando quest'ultimo viene a saperlo, si scontra fisicamente con Andre. Grazie al tempestivo aiuto di Lucious, che punta a Shyne una pistola, lo costringe ad accettare i termini del contratto. Andre inizia a maturare dei sentimenti per Nessa che emergono quando i due si baciano appassionatamente; dopo un'iniziale titubanza da parte del ragazzo, il quale non vuole "tradire" la defunta Rhonda, viene esortato proprio da quest'ultima durante una delle sue visioni a continuare ciò che stava facendo con Nessa.
- Special guest star: Kaitlin Doubleday (Rhonda Lyon)
- Guest star: Taye Diggs (Angelo Dubois), Sierra A. McClain (Nessa), Ajiona Alexus (flashback di Cookie Lyon), Jeremy Carver (flashback di Lucious Lyon)
- Ascolti USA: telespettatori 9 270 000[6]

## Faccia a faccia
- Titolo originale: One Before Another
- Diretto da: Mario Van Peebles
- Scritto da: Joshua Allen e Carlito Rodriguez

### Trama
- Guest star: Taye Diggs (Angelo Dubois), Romeo Miller (Gram), Sierra A. McClain (Nessa), Samuel Hunt (Xavier Rosen), Tobias Truvillion (D-Major), Geno Walker (Gus Rodriguez)
- Ascolti USA: telespettatori 8 150 000[7]

## Il livello successivo
- Titolo originale: Chimes at Midnight
- Diretto da: Sanaa Hamri
- Scritto da: Cherien Dabis e Eric Haywood

### Trama
Nel giorno in cui giungono le elezioni a sindaco di New York, l'Empire viene colpita da un attacco di insider trading che la mette in difficoltà soprattutto a causa dei dissapori causati all'interno della famiglia Lyon. Al fine di ovviare a questo problema, Andre ingaggia un esperto in sicurezza informatica il quale viene a scoprire che gli hacker, operando da remote, richiedono un riscatto di un milione di dollari. Il consiglio convoca quindi una riunione pensando che sia più opportuno pagare la cifra richiesta, nonostante le opposizioni di Lucious: in essa si viene a scoprire che molti membri hanno commesso atti "poco edificanti", dunque si vedono costretti a sottostare alle iniziative offerte dai Lyon. 	
Al contempo, mentre Gram critica attraverso i social network Tiana, Xavier chiede l'aiuto di Becky per evitare che la diffusione di una traccia ancora inedita della pop star rovini la sua immagine e la donna accetta a patto che venga reinserita fra i crediti dell'album di lei; tuttavia Xavier non rispetta la promessa provocando un pronunciato disappunto in Becky. In quel frangente di tempo, gli hacker pubblicano attraverso i server della società una foto hot riguardo Cookie che la stessa aveva mandato via e-mail ad Angelo poco prima. Tale evento mette a repentaglio la candidatura di Angelo e la donna, pur tenendoci molto a lui, ritiene che sia necessario che i due rompino proprio poco prima di potersi dichiarare come una coppia effettiva.
Dopo una serie di iniziali sospetti, Lucious e Andre concepiscono che l'attacco sia stato diretto da Gram quando Tiana fornisce loro notizie sul rapper che potrebbero renderlo colplevole: così si vendicano, facendolo picchiare violentemente da Shyne. Quindi, Lucious può gloriosamente annunciare che l'attacco è stato definitivamente soffocato e, visto il ruolo di rilievo svolto da Andre nella vicenda, viene proclamato nuovo presidente dell'Empire Xstream. 
Jamal, dopo aver perso le tracce prodotte da D-Major durante l'attacco, continua ad assumere droghe e richiede l'aiuto dell'uomo. Soddisfatto per aver finalmente concepito il concetto del suo album poco dopo, gioisce con lui e i due iniziano ad amoreggiare. Accade però che, durante la notte, Jamal si ritrova in uno stato di overdose dunque D-Major contatta Philip al fine di aiutarlo; l'uomo lo trasporta in doccia e fa sì che riprenda conoscenza. Al bureau, intanto, Tariq e il suo team rovistano tra le e-mail che l'hacker aveva reso note e in particolare si focalizzano su una risalente alla vigilia della morte di Frank Gathers in cui Lucious si propone di offrire un compenso a due identità sconosciute. A fine episodio, oltretutto, si viene a scoprire che il reale colpevole dell'attacco è stato proprio Andre, quando l'uomo porta Nessa ad un incontro tra lui e Vaughn; l'obiettivo del ragazzo era proprio quello di guadagnare un maggiore potere all'interno dell'Empire e promette a Nessa un ruolo di rilievo se questa decide di proseguire con lui la relazione.
- Guest star: Taye Diggs (Angelo DuBois), Romeo Miller (Gram), Sierra A. McClain (Nessa), French Montana (Vaughn), Andre Royo (Thirsty Rawlings), Juan Antonio (Philip), Matthew Yee (agente Hughes), Samuel Hunt (Xavier Rosen), Tobias Truvillion (D-Major)
- Ascolti USA: telespettatori 8 390 000[8]

## Ciò che potremmo essere
- Titolo originale: What We May Be
- Diretto da: Kevin Bray
- Scritto da: Diane Ademu-John e Malcom Spellman

### Trama
- Guest star: Phylicia Rashād (Diana Dubois), Taye Diggs (Angelo Dubois), Vivica A. Fox (Candace Holloway), Tasha Smith (Carol Holloway), Sierra A. McClain (Nessa), Ajiona Alexus (flashback di Cookie Lyon), Jeremy Carver (flashback di Lucious Lyon), Juan Antonio (Philip), Tobias Truvillion (D-Major)
- Ascolti USA: telespettatori 7 840 000[9]

## Il colpo più crudele
- Titolo originale: Unkindest Cut
- Diretto da: Dennie Gordon
- Scritto da: Attica Locke e Jamie Rosengard

### Trama
- Special guest star: Kaitlin Doubleday (Rhonda Lyon)
- Guest star: Phylicia Rashād (Diana Dubois), Taye Diggs (Angelo Dubois), Leslie Uggams (Leah Walker), Andre Royo (Thirsty Rawlings), Sierra A. McClain (Nessa), Gina Gershon (Helene Von Wyeth), Ajiona Alexus (flashback di Cookie Lyon), Jeremy Carver (flashback di Lucious Lyon), Juan Antonio (Philip)
- Ascolti USA: telespettatori 7 000 000[10]

## Una questione personale
- Titolo originale: A Furnace for Your Foe
- Diretto da: Sanaa Hamri
- Scritto da: Ilene Chaiken e Matt Pyken

### Trama
- Ascolti USA: telespettatori 7 580 000[11]